# Йожеф Месарош
Йожеф Месарош (угор. Mészáros József, 16 січня 1923, Будапешт — 21 квітня 1997, Будапешт) — угорський футболіст, що грав на позиції нападника. По завершенні ігрової кар'єри — тренер.
Виступав, зокрема, за «Ференцварош», з яким ставав чемпіоном Угорщини, а також за національну збірну Угорщини.
Як тренер вигравав чемпіонат Туреччини, чемпіонт Угорщини (двічі), а також Кубок ярмарків. 

## Клубна кар'єра
У дорослому футболі дебютував 1940 року виступами за команду клубу «Кішпешт», в якій провів вісім сезонів. 
1948 року перейшов до «Ференцвароша», за який відіграв 6 сезонів. Більшість часу, проведеного у складі «Ференцвароша», був основним гравцем атакувальної ланки команди. У складі цієї команди 1949 року виборов титул чемпіона Угорщини. Завершив професійну кар'єру футболіста виступами за команду «Ференцварош» у 1954 році.

## Виступи за збірну
1948 року провів свою єдину офіційну гру у складі національної збірної Угорщини — матч проти збірної Румунії, який завершився перемогою угорців з рахунком 9:0, два голи на свій рахунок записав Месарош.

## Кар'єра тренера
Розпочав тренерську кар'єру невдовзі по завершенні кар'єри гравця, 1956 року, очоливши тренерський штаб клубу «Бешикташ». Під його керівництвом стамбульська команда стала переможцем першого загальнотурецького футбольного турніру, Кубка Федерації в сезоні 1956/57, який згодом було зараховано до статистики чемпіонатів Туреччини.
Того ж 1957 року став головним тренером національної збірної Ірану, з якою пропрацював до 1959.
На початку 1960-х розпочав тренерську роботу на батьківщині, очоливши 1961 року тренерський штаб «Ференцвароша». У 1963 та 1964 роках приводив команду до перемог у чемпіонаті Угорщини. А 1965 року «Ференцварош» під його керівництвом став володарем Кубка ярмарків, здолавши з рахунком 1:0 у фіналі турніру італійський «Ювентус». Ця перемога стала першою для східноєвропейських команд у європейських клубних змаганнях та наразі лишається єдиним титулом для угорських команд на європейському рівні.
В подальшому продовжував працювати з угорськими клубними командами, очолював тренерські штаби «Дьйора», «Шалготар'яна» та «Гонведа». Завершив тренерську кар'єру роботою з останнім протягом 1971—1973 років.
Помер 21 квітня 1997 року на 75-му році життя.

## Титули і досягнення

### Як гравця
- Чемпіон Угорщини (1):

«Ференцварош»: 1948-1949

### Як тренера
- Чемпіон Туреччини (1):

«Бешикташ»:  1956-1957
- Чемпіон Угорщини (2):

«Ференцварош»:  1962-1963, 1964
- Володар Кубка ярмарків (1):

«Ференцварош»:  1964-1965